# Tito Schipa
Raffaele Attilio Amedeo Schipa (Lecce, 27 de diciembre de 1888- Nueva York, 16 de diciembre de 1965), conocido como Tito Schipa fue un tenor lírico italiano de renombre internacional.

## Biografía
Nació en la ciudad de Lecce, en el sur de Italia, hijo de Luigi Schipa y Antonia Vallone. Desde niño demostró su talento musical y vocal, que fue reconocido por su maestro Givanni Albani en sus primeros años escolares. A los 12 años de edad, Titu (chiquito) como era su apodo, ingresó en el seminario, donde además comenzó sus estudios de composición musical.
Ya adolescente, y por consejo de su maestro de canto, Alceste Gerunda, se trasladó a Milán para terminar sus estudios. El 4 de febrero de 1909 debutó en la ópera La Traviata, en Vercelli. 
Después de trabajar unos años en la compañía operística de Giuseppe Borboni, donde adquirió experiencia y desarrolló su talento, logró destacarse y triunfar en Nápoles en 1914, en la ópera Tosca con el nombre artístico Tito Schippa.
En 1918 participó en la ópera Manon, en Madrid, lo que significó su primer triunfo fuera de Italia. Al año siguiente viajó a Chicago, Estados Unidos, invitado por los administradores de la empresa Civic Opera. En esta ciudad se reencontró con Antoinette Michel d'Ogoy, una actriz francesa que había conocido en 1917 en Montecarlo, con quien se casaría y tendría dos hijas, Elena y Liana.
Su debut en Chicago lo realizó el 4 de diciembre de 1919 en la ópera Rigoletto, iniciando una carrera triunfal que duraría 15 años más en los Estados Unidos.
En octubre de 1932 dejó Chicago y se trasladó a Nueva York, para tomar el puesto de Beniamino Gigli en el Metropolitan Opera House. En 1935 forma parte del reparto en la opera Werther en San Francisco, pero los efectos de la Gran depresión, el fracaso de su matrimonio debido a sus aventuras sentimentales, y malos manejos financieros de su carrera, lo impulsaron a regresar a Italia.
Junto con sus muchas presentaciones en los teatros italianos, también participó en algunos filmes. Contando con alguna experiencia adquirida en Hollywood en cortometrajes musicales para la Paramount, Tito Schipa llegó a ser un divo del género cinematográfico llamado Cine de los teléfonos blancos, lo que le acercó al fascismo a través de su amigo Achille Starace, uno de los líderes del Partido Nacional Fascista. 
En la década de 1940 se casó con la actriz Diana Prandi con quien tuvo su hijo, Tito Jr.
En la década de 1950 sus apariciones fueron cada vez más espaciadas y el 14 de abril de 1955 hizo su presentación de despedida de los escenarios italianos en la ópera Elixir de amor en el Teatro Petruzzelli, en Bari. Sin embargo, su carrera continuó, fundando en Hungría una escuela de canto en 1956, y realizando en 1957 una gira en la Unión Soviética.
Agobiado por acusaciones de simpatías por el comunismo y problemas económicos y administrativos de sus colaboradores, decidió regresar a Estados Unidos. Allí fue recibido nuevamente con entusiasmo por su público, que ya había olvidado su pasado fascista. 
Fundó en Nueva York una escuela de canto, en la cual enseñó hasta el 16 de diciembre de 1965, día en que falleció por los efectos de la diabetes, a los 77 años de edad. 
Sus restos mortales yacen en su ciudad natal; allí mismo existe un museo en el cual se exhiben los trajes que utilizó en varias de las operas que interpretó y que fueron bordados con hilos de oro y plata. La RAI realizó un programa de televisión dirigido por su hijo Tito Schipa Jr, también dedicado a la música, en el cual se presentan los acontecimientos más importantes de su vida y obra. 
La ligereza y poco agudo de su voz, son compensados por la belleza del tono y la riqueza interpretativa en cuanto a pasajes propios del belcanto; dedicó cinco años de su vida a la dicción, de ahí la suavidad de su interpretación y por ello pudo interpretar obras en diferentes idiomas sin que se notase mucho su acento italiano. 
Este tenor, que no tenía una voz potente, pero era muy melódico, llegó a ser el intérprete preferido en Europa durante la década de los años 1930. Cantó con Nellie Melba, Amelita Galli-Curci, Claudia Muzio, Maria Barrientos y Fanny Anitúa y a su muerte había grabado muchos registros fonográficos, en los que se puede conocer y apreciar una de las voces más suaves y melódicas del mundo de la ópera. Realizó la interpretación de obras populares de muchos países e interpretó varios himnos nacionales, entre ellos el Himno Nacional de Colombia.